# Chandler (Arizona)
Chandler é uma cidade no Condado de Maricopa, Arizona, Estados Unidos, e um subúrbio de Phoenix, Arizona, Área Estatística Metropolitana (MSA). É limitado ao norte e oeste por Tempe, ao norte por Mesa, ao oeste por Phoenix, ao sul pela Comunidade Indígena Gila River, e ao leste por Gillbert. A partir de 2019, a população foi estimada em 261.165 de acordo com o United States Census Bureau.

## Geografia
De acordo com o United States Census Bureau, a cidade tem uma área de 167,1 km², onde 166,8 km² estão cobertos por terra e 0,3 km² por água.

## Demografia
Segundo o censo nacional de 2010, a sua população é de 236 123 habitantes e sua densidade populacional é de 1 415,4 hab/km². É a quarta cidade mais populosa do Arizona. Possui 94 404 residências, que resulta em uma densidade de 565,9 residências/km².